# Chuniphyes multidentata
Chuniphyes multidentata is een hydroïdpoliep uit de familie Clausophyidae. De poliep komt uit het geslacht Chuniphyes. Chuniphyes multidentata werd in 1908 voor het eerst wetenschappelijk beschreven door Lens & van Riemsdijk. 